# 兒童新聞週刊
《兒童新聞週刊》（週刊こどもニュース）是日本NHK綜合頻道曾经播出的一档以兒童為對象的新聞節目。從1994年開始播出，2010年12月19日播出最后一期。並宣布于2011年1月推出面向从儿童到老年人的广泛人群的家庭新闻评论节目《新闻深读》。

## 概要
在父親、母親與三個小孩之五人家庭的設定中，演出者用兒童也能夠理解的淺顯語言來報導與解說新聞與社會問題。字幕並附有振假名註記。在播出前，會事先把新聞的內容推敲琢磨成讓在其中演出的兒童演出者也能夠了解的程度。雖然是以兒童為對象的節目,但在實際的觀眾群中，在行銷用語中被稱為M3·F3的50歳以上高齢男女佔了多數。這是因為同時段其他電視台播出的新聞節目只有日本テレビ系列28局播出的『NNN Newsリアルタイム・サタデー』（之前到2006年3月為止稱為『NNNニュースプラス1・サタデー』）。就收視率來說，『兒童新聞週刊』獲勝，但遇到有重大新聞的場合，有時候也會輸給『NNN Newsリアルタイム・サタデー』。或者說『兒童新聞週刊』與『NNN Newsリアルタイムサタデー』是持續處於勢均力敵的狀態。在大分縣,宮崎縣,沖縄縣因為沒有播出『Newsリアルタイム・サタデー』的關係,這個時段『兒童新聞週刊』是大幅領先。
節目中父親這個負責主要講解的角色,初代是由原NHK記者，現在是日本新聞時事能力檢定協會(日本ニュース時事能力検定協会)理事的池上彰擔任了11年。從2005年4月開始由NHK記者,也是解説委員的鎌田靖來擔任。其他的家族成員大約是每3年左右進行輪替。
起初是從星期天早上8點30分開始播出。之後經過多次播出時間更動。另外，每年最後一天會播出回顧這一年所發生的事之特別版。
節目標題的文字，在1994年～2004年度是使用金婆婆與銀婆婆所書寫的文字，從2005年度開始使用松井秀喜所書寫的文字。
NHK World TV、NHK世界台(NHKワールド・プレミアム)都是在同一個時間播出,另外NHK World TV會在星期日1:10開始重播。遇到職棒轉播時節目會停播，但遇到雨天職棒賽程中止時節目仍不會播出（不過在2004年9月18日,因為職棒罷工導致轉播中止時，節目以急遽變更的方式播出）。另外，2005年8月20日播出的節目,在北海道地區因為播出高校棒球相關節目而休止, 在新潟縣中越地震發生時，新潟縣有一陣子也沒有播出。在NHK2006年度公開的「種類別節目製作費」中，這個節目的製作費是1集710萬日圓。

## 單元
- 世の中まとめて一週間(這一週的世界新聞總整理)

用淺顯易懂的方式介紹這一週的新聞。
- 今週の?（這一週的大問號）

運用模型來解說新聞中難懂的辭彙與話題。
- おまかせ!ナットク定食(交給我吧!理解套餐)

就某個話題從多個方面進行充實的報導,並由演出者前往現場進行取材。
- 今週のイチオシ(本週推薦)

搭配流行曲介紹在這一週的新聞中最耀眼的人物。

## 停播前的演出者（鎌田家）
- お父さん(父親)：鎌田靖（NHK解説委員）
- お母さん(母親)：中島奏（女演員）
- 長男・こうか：佐野光河（ 童星）
- 次男・ひらく：比嘉展玖（童星）
- 長女・みお：大龜美櫻（童星）
- ピントくん(提示君)：古川登志夫（聲）

## 歷代演出者
飾演父親
- 池上彰（1994年4月〜2005年3月）
- 鎌田靖（2005年4月〜）

飾演母親
- 柴田理恵（1994年4月〜1997年3月）
- 高泉淳子（1997年4月〜1999年3月）
- 林マヤ（1999年4月〜2002年3月）
- 林家きく姫（2002年4月〜2005年3月）
- 中島奏（2005年4月〜）

飾演長男
- 武藤啓太（1994年4月〜1997年3月）※現在與學生時代的同伴成立了名叫是空的劇團進行活動
- 池田祐一朗（1997年4月〜1999年3月）
- 荒川優（1999年4月〜2002年3月）現在作為演員演出連續劇『ウォーターボーイズ』等
- 安藤響（2002年4月〜2005年3月）
- 佐野光河（2005年4月〜）

飾演長女
- 村山真夏（1994年4月〜1997年3月）
- 山木香織（1997年4月〜1999年3月）
- 大塚露那（1999年4月〜2002年3月）
- 柳英里紗（2002年4月〜2004年3月）※畢業後,由ELISA改名成柳英里沙
- 大龜美櫻（2005年4月〜）

飾演次女
- 石川茉侑（1994年4月〜1997年3月）
- 沼田久美子（1997年4月〜1999年3月）
- 嘉部彩加（1999年4月〜2002年3月）
- 大津綾香（2002年4月〜2005年3月）※2004年度變更成飾演長女

飾演次男
- 池田仁（2004年4月〜2005年3月）
- 比嘉展玖（2005年4月〜）

天氣預報
- 渡辺博栄（1999年4月〜2003年3月）

導覽員
- スクープくん：龍田直樹（1994年4月〜2005年3月）
- ピントくん：古川登志夫（2005年4月~）

## 類似節目

### 播出中
- 大愛電視《小主播看天下》

### 已停播
- 中國電視公司《小小新聞》
- 中華電視公司《兒童新聞世界》
- 公共電視文化事業基金會《少年哈週刊》

## 外部連結
- 《兒童新聞週刊》官方網站
- 週刊こどもニュース - NHK放送史（日本放送协会）（日語）